# 布盧里奇鎮區 (北卡羅萊納州亨德森縣)
布盧里奇鎮區（英語：Blue Ridge Township）是位於美國北卡羅萊納州亨德森縣的一個鎮區。

## 地方資料
布盧里奇鎮區的面積為91.42平方千米，皆為陸地。根據2020年美國人口普查的數據，當地共有人口12165人，而人口密度為每平方千米133.07人。